# Muraltia oxysepala
Muraltia oxysepala är en jungfrulinsväxtart som beskrevs av Schlechter. Muraltia oxysepala ingår i släktet Muraltia och familjen jungfrulinsväxter. Inga underarter finns listade i Catalogue of Life.